# Глід кінчастий
Глід кінчастий (Crataegus laciniata) — вид рослин із родини трояндових (Rosaceae).

## Біоморфологічна характеристика
Це кущ чи невелике листопадне дерево, 4.5–8 метрів у висоту. Гілки майже без колючок. Плоди коралово-червоні чи жовтувато-червоні, кулясті, до 18 мм у діаметрі; у центрі плоду є до п'яти досить великих насінин.

## Середовище проживання
Росте у західному Середземномор'ї — Марокко, Алжир, Іспанія, Сицилія [Італія]. Зростає у складі тернистих меж лісів і лісистих угідь на вапняку; на висоті 1000—1900 метрів. Ареал розраховується як 529 300 км².

## Загрози й охорона
На цей вид в Іспанії негативно впливають витоптування, випасання, нітрифікація, викликана великою рогатою худобою, і втрата середовища проживання. Деякі популяції нещодавно значно скоротилися через грибкові атаки; з інших місць зростання інформації нема.

## Використання

#### як їжа
Плоди вживають сирими чи приготовленими; мають приємний кислий смак.

#### як ліки
Хоча жодних конкретних згадок про цей вид не було помічено, плоди та квіти багатьох видів глоду добре відомі в трав'яній народній медицині як тонізувальний засіб для серця, і сучасні дослідження підтвердили це використання.

#### інше
Часто вирощують як декоративну рослину в парках і садах. Деревина Crataegus, як правило, має хорошу якість, хоча вона часто занадто мала, щоб мати велику цінність. Деревина цінується для використання в токарній справі та традиційно використовується для таких цілей, як виготовлення ручок для інструментів, киянок та інших дрібних предметів.